# Der Held der Prärie
Der Held der Prärie (Originaltitel: The Plainsman) ist ein US-amerikanischer Western von Cecil B. DeMille aus dem Jahr 1936 mit Gary Cooper und Jean Arthur in den Hauptrollen.

## Handlung
Als der Amerikanische Bürgerkrieg endet, gibt es ein Überangebot an Feuerwaffen. Manche Waffenhändler sehen in den Indianern potentielle Abnehmer. Wild Bill Hickok geht nach seinem Ausscheiden aus der US Army zurück in den Westen. Auf einem Raddampfer trifft er seinen alten Armee-Kollegen Buffalo Bill. Zusammen nehmen sie später die Kutsche nach Hays, Kansas, die von Calamity Jane gefahren wird. Der Handelsagent Lattimer hat die Cheyenne mit Repetiergewehren versorgt. Bei einem Kampf könnten sie die Hälfte einer Kavallerieeinheit töten. Hickok findet den Sachverhalt heraus und informiert General Custer. Buffalo Bill wird als Führer eines Ersatzzugs für das Fort eingesetzt, während Hickok versucht herauszufinden, wo sich Yellow Hand, der Cheyenne-Häuptling, aufhält.
Calamity Jane wird von den Indianern gefangen genommen. Hickok will um ihre Freilassung verhandeln, wird aber ebenfalls gefangen. Yellow Hand erklärt Hickok, warum die Indianer in den Kampf ziehen. Der weiße Mann siedelt auf ihrem Land und tötet die Büffel, die Nahrungsgrundlage der Indianer, in großer Zahl. Er verspricht die Freilassung seiner Geiseln, wenn diese ihm den Standort des Versorgungszugs verraten. Damit Hickok, der ihr inzwischen seine Liebe gestanden hat, nicht bei lebendigem Leibe verbrannt wird, verrät Calamity Jane, wo sich der Zug befindet. Yellow Hand hält sein Versprechen und lässt die beiden frei.
Die Indianer greifen den Versorgungszug an. Hickok hilft den bedrängten Soldaten und schickt Jane aus, um Verstärkung zu holen. Nach sechs Tagen harten Kampfes werden die Überlebenden von der ankommenden Kavallerie-Einheit unter Custer gerettet. Zurück in der Stadt fordert Hickok den Handelsagenten Lattimer zu einem Revolverduell heraus. Lattimer ist feige und schickt stattdessen drei Armeedeserteure, die von Hickok in einem Kampf getötet werden. Hickok wird zum Gesuchten und muss nach Dakota fliehen. Die Bürger der Stadt finden heraus, dass Calamity Jane zumindest teilweise für die Rettung des Versorgungszugs verantwortlich war.
Buffalo Bill wird von Custer Hickok hinterhergeschickt. Als Buffalo Bill Hickok endlich findet, fangen sie einen Indianer und hören, dass der General bei der Schlacht am Little Bighorn gefallen sei und sich die Cheyenne mit den Sioux bei den Black Hills vereinen wollen. Dazu kommt noch, dass Lattimer den Indianern noch mehr Gewehre liefern will, die sie in Deadwood abholen sollen. Buffalo Bill nimmt seinen Freund nicht fest, sondern reitet los, um die Kavallerie zu alarmieren. Währenddessen reitet Hickok nach Deadwood, um Lattimer an dem Geschäft mit den Indianern zu hindern. Hickok tötet Lattimer. Um dessen Handlanger bis zum Eintreffen Buffalos mit der Armee in Schach zu halten, pokert er mit ihnen. Einer der Komplizen, McCall, der auf Anweisung Hickoks als Barkeeper agieren muss, findet hinter der Theke eine Handfeuerwaffe und tötet ihn mit einem Schuss in den Rücken. Sein letztes Blatt beinhaltet je zwei schwarze Achter und Asse (sh. Dead Man’s Hand). Calamity Janes Herz bricht, als sie die Leiche ihres Geliebten in ihren Armen hält.

## Hintergrund
Das Drehbuch, das unter Mithilfe von Grover Jones entstand, basiert auf dem Roman Wild Bill Hickok von Frank J. Wilstach, der Erzählung The Prince of Pistoleros von Courtney Ryley Cooper und den Recherchen von Jeanie Macpherson.
John Wayne bemühte sich um die Hauptrolle, doch Regisseur Cecil B. DeMille entschied sich für Gary Cooper, der als exzellenter Reiter die meisten Reitszenen ohne Doubles meistern konnte. Für die aufwändigen Massenszenen wurden Teile der Wyoming National Guard und nicht weniger als zweitausend Indianer aufgeboten. Die Produktionsfirma wollte ein Happy End, was der Regisseur aber ablehnte. Anthony Quinn erhielt eine kleine Nebenrolle als Indianer.

## Kritiken
Für das Lexikon des internationalen Films war Der Held der Prärie „[e]in sehr unterhaltsamer Western mit grandios gefilmten Action- und Massenszenen, straffer Handlung und pointiert durchgearbeiteten Rollen, der zwischen 1865 und 1876 liegende Ereignisse zeitlich zusammenrafft“. Cinema zufolge habe das „Monumentalfilm-Genie Cecil B. De Mille“ die Geschichten um Wild Bill Hickok, Calamity Jane, Buffalo Bill und die Schlacht am Little Big Horn „neu und sehr amüsant“ verfilmt.

## Deutsche Fassungen
1940 kam der Film unter dem Titel Verrat – Die Abenteuer des Buffalo Bill erstmals in die reichsdeutschen Lichtspieltheater. Paramount brachte den Film 1950 als Der Held der Prärie in die bundesdeutschen Kinos. Die dabei verwendete Synchronfassung entstand durch die Elite Film Franz Schroeder GmbH Berlin unter der Synchronregie von Konrad Wagner nach dem Dialogbuch von Fritz A. Koeniger. Eine weitere Fassung wurde 1973 von der ARD für das Fernsehen in Auftrag gegeben.
Weitere deutsche Alternativtitel sind Buffalo Bills größtes Abenteuer, Ein amerikanisches Duell und Der Verrat.
| Rolle                    | Darsteller        | Synchronsprecher 1950  | Synchronsprecher 1973 |
| ------------------------ | ----------------- | ---------------------- | --------------------- |
| Wild Bill Hickok         | Gary Cooper       | Ernst Wilhelm Borchert | Hartmut Reck          |
| Calamity Jane            | Jean Arthur       | Erika Görner           | Uta Hallant           |
| Buffalo Bill             | James Ellison     | Sebastian Fischer      | Randolf Kronberg      |
| John Lattimer            | Charles Bickford  | Axel Monjé             | Edgar Ott             |
| Jack McCall              | Porter Hall       | –                      | Gerd Martienzen       |
| Yellow Hand              | Paul Harvey       | –                      | Joachim Kemmer        |
| General George A. Custer | John Miljan       | –                      | Martin Hirthe         |
| Abraham Lincoln          | Frank McGlynn Sr. | –                      | Eric Vaessen          |
| Cheyenne-Krieger         | Anthony Quinn     | –                      | Manfred Lehmann       |